# Ioannis Alevras

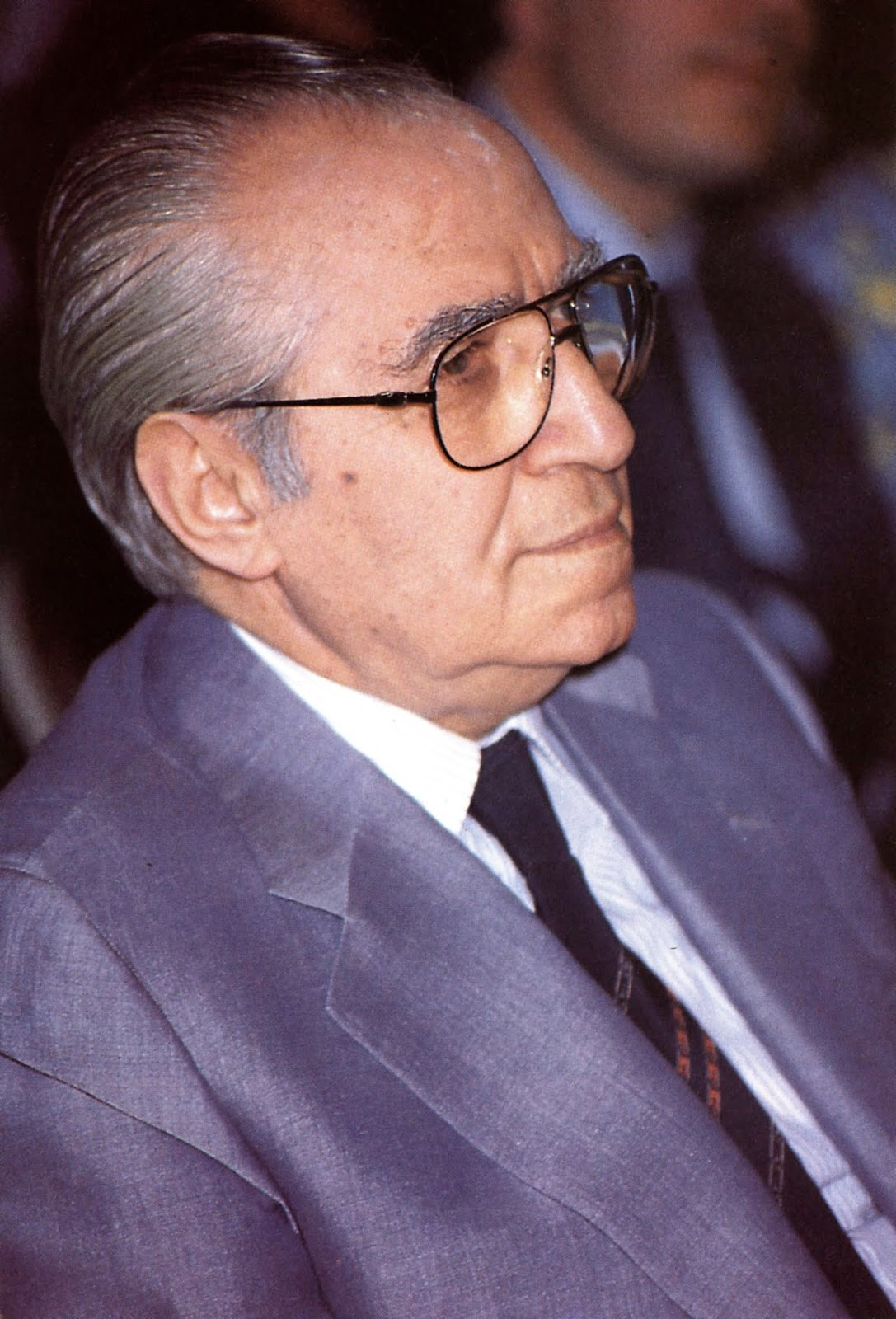
Ioannis Alevras

Ioannis Alevras (1912-1995) fue un político socialista griego. Fue presidente del Parlamento Helénico. Después de la dimisión de Constantinos Karamanlís, fue brevemente presidente de Grecia por interino en marzo de 1985 hasta la elección de Christos Sartzetakis por el parlamento.
- Datos: Q2091478
- Multimedia: Ioannis Alevras / Q2091478